# Nanna (déesse)
Pour les articles homonymes, voir Nanna.
Nanna ou Nanna Nepsdóttir (en vieux norrois : Nanna) est la déesse asyne de la joie, de la Lune et de la paix de la mythologie nordique, l'une des Asynes, fille de Nep et de Sæming, sœur de Vígríd, et épouse de Baldr, dont elle a un fils, Forseti. Elle mourut de chagrin lors de l'incinération de son époux, et le rejoint ainsi en Helheim.
La Gesta Danorum en fait une princesse danoise, fille de Gevar, dont Balderus (Baldr) était épris. Elle lui préféra Hötherus (Höd), qu'elle épousa et lui donna un fils, Rorik Slyngebond, devenant ainsi ancêtre de la maison royale danoise. C'est pour elle que Hötherus tua Balderus.

## Sources
- Saxo Grammaticus, Gesta Danorum, 3:2:2–5, 3:2:9, 3:2:11–12.
- Snorri Sturluson, Edda en prose, 2:32, 2:49, 3:1, 3:5, 3:18, 3:19, 4:24.